# Championnat de Suisse de hockey sur glace 1946-1947
Saison précédente Saison suivante
La saison 1946-1947 est la 38e saison du championnat de Suisse de hockey sur glace.

## Ligue nationale A

### Groupe 1
| Clt   | Équipe                      | PJ | V | D | N | BP | BC | Diff | Pts |
| ----- | --------------------------- | -- | - | - | - | -- | -- | ---- | --- |
| +001, | Zürcher SC                  | 6  | 5 | 0 | 1 | 57 | 26 | +31  | 11  |
| +002, | HC Bâle-Rotweiss            | 6  | 2 | 2 | 2 | 33 | 28 | +5   | 6   |
| +003, | Montchoisi HC               | 6  | 2 | 3 | 1 | 25 | 28 | -3   | 5   |
| +004, | Grasshopper Club Zurich (P) | 6  | 0 | 4 | 2 | 28 | 61 | -33  | 2   |

- En gras : qualifié pour la finale
- En italique : en barrage pour le maintien en LNA

### Groupe 2
| Clt   | Équipe             | PJ | V | D | N | BP | BC | Diff | Pts |
| ----- | ------------------ | -- | - | - | - | -- | -- | ---- | --- |
| +001, | HC Davos (T)       | 6  | 6 | 0 | 0 | 46 | 8  | +38  | 12  |
| +002, | HC Arosa           | 6  | 3 | 3 | 0 | 56 | 43 | +13  | 6   |
| +003, | Young Sprinters HC | 6  | 3 | 3 | 0 | 48 | 62 | +13  | 6   |
| +004, | CP Berne           | 6  | 0 | 6 | 0 | 18 | 55 | -37  | 0   |

- En gras : qualifié pour la finale
- En italique : en barrage pour le maintien en LNA

### Finale
- 2 février 1947 : HC Davos - Zürcher SC 8-1
- 1er mars 1947 : Zürcher SC - HC Davos 2-4

Le HC Davos remporte son 19e titre de champion, le 10e consécutivement.

### Barrage pour le maintien
- 9 février 1947 : CP Berne - Grasshopper Club Zurich 11-6
- 16 février 1947 : Grasshopper Club Zurich - CP Berne 9-8
- 1er mars 1947 : CP Berne - Grasshopper Club Zurich 5-0 (forfait[1])

### Barrage de promotion-relégation LNA/Série A
- 2 mars 1947 : Grasshopper Club Zurich - HC Coire 5-3

GC l'emporte et se maintient en LNA.